# Roger Kieschnick
Roger Keith Kieschnick (né le 21 janvier 1987 à Dallas, Texas, États-Unis) est un ancien voltigeur des Ligues majeures de baseball.

## Carrière

### Équipe des États-Unis
Roger Kieschnick fait partie de l'équipe des États-Unis de baseball qui remporte la médaille d'or au Championnat du monde de baseball universitaire en 2006 à La Havane,, la médaille d'argent aux Jeux panaméricains de 2007 à Rio de Janeiro et la médaille de bronze au Tournoi World Port de 2007 à Rotterdam.

### Giants de San Francisco
Joueur des Red Raiders de l'Université Texas Tech, Roger Kieschnick est un choix de troisième ronde des Giants de San Francisco en 2008. 
Kieschnick fait ses débuts dans le baseball majeur avec San Francisco le 31 juillet 2013. À son premier match, il réussit deux coups sûrs et récolte deux points produits face aux Phillies de Philadelphie. Son premier coup sûr en carrière est frappé aux dépens du lanceur Kyle Kendrick. En 38 matchs des Giants en 2013, il récolte 5 points produits et sa moyenne s'élève à ,202 en 95 passages au bâton.

### Diamondbacks de l'Arizona
Kieschnick est réclamé au ballottage par les Diamondbacks de l'Arizona le 4 avril 2014. Il joue 25 matchs pour Arizona en 2014, frappant au passage son premier coup de circuit dans les majeures, le 17 juin aux dépens du lanceur Francisco Rodríguez (baseball) des Brewers de Milwaukee.

### Angels de Los Angeles
Le 7 octobre 2014, Kieschnick est réclamé au ballottage par les Angels de Los Angeles.